# Rat (astrologie)
De rat of muis is het eerste dier in de twaalfjaarlijkse cyclus van de Chinese dierenriem volgens de Chinese kalender. Ratten zouden goed overweg kunnen met apen, draken en ossen, maar slecht met paarden.
Volgens Chinese folklore zijn mensen die onder dit sterrenbeeld zijn geboren: charmant, economisch, efficiënt, diplomatiek, ondernemend, ambitieus, flexibel, welbespraakt maar ook huichelachtig, laf, opportunistisch, verkwistend en op eigen materieel gewin uit.
Ratten zijn in bepaalde landen een symbool van geluk en voorspoed doordat ze zich aan veel omstandigheden kunnen aanpassen. Ratten zijn slim, vooral waar het hun eigen overleving betreft.

## Jaar van de rat
Onderstaande jaren zijn jaren die in het teken van de rat staan. Let op: de Chinese maankalender loopt niet gelijk met de gregoriaanse kalender – het Chinees Nieuwjaar valt in januari of februari. Voor de jaren volgens de gregoriaanse kalender moet daarom bij onderstaande jaartallen 1 worden opgeteld.
1900 - 1912 - 1924 - 1936 - 1948 - 1960 - 1972 - 1984 - 1996 - 2008 - 2020 - 2032 - 2044

## Andere kenmerken van de rat
| Rang Dierenriem                        | 1e                |
| Uren                                   | 23.00 - 01.00 uur |
| Windrichting                           | noord             |
| Seizoen en maand                       | winter, december  |
| Kleur                                  | lichtblauw, wit   |
| Parallel (niet identiek) westers teken | Boogschutter      |
| Polariteit                             | Yang              |

## Bron
- Bewerkt naar Chinese Horoscope Rat, vrijgegeven onder de GNU Free Documentation License